# Gästans, Sjundeå
Gästans är en by i Sjundeå i sydvästra Finland. Byn är belägen cirka en kilometer öster om Svidja slott och cirka en kilometer norr om Sjundeå kyrkoby. Gästans uppfördes av Svidja slotts herrskap för dagsverkare och skogvaktare på gårdens ägor. Endast några tomtstenar och grushögar visa i våra dagar var den gamla Gästans hemmanstomten var belägen.
Namnet Gästans kommer antagligen från ett fornsvenskt ord gaester som betydde främling från annat ort eller utländsk köpman.

## Historia
Den första kända ägaren till Gästans hemmanen är Gäst-Anders från år 1540. Gästans var skattskyldig till Svidja fram till år 1644 varefter skatterna bars till Peder Banérs och Hela Flemings son Claes Banér. Han behöll Gästans till år 1677 men sålde det då åt Svidja slotts dåvarande ägare riksrådet Erik Fleming till Lais.